# Eofoersteria secunda
Eofoersteria secunda är en stekelart som beskrevs av Gennaro Viggiani 1978. Eofoersteria secunda ingår i släktet Eofoersteria och familjen dvärgsteklar. Inga underarter finns listade i Catalogue of Life.